# Música de Níger

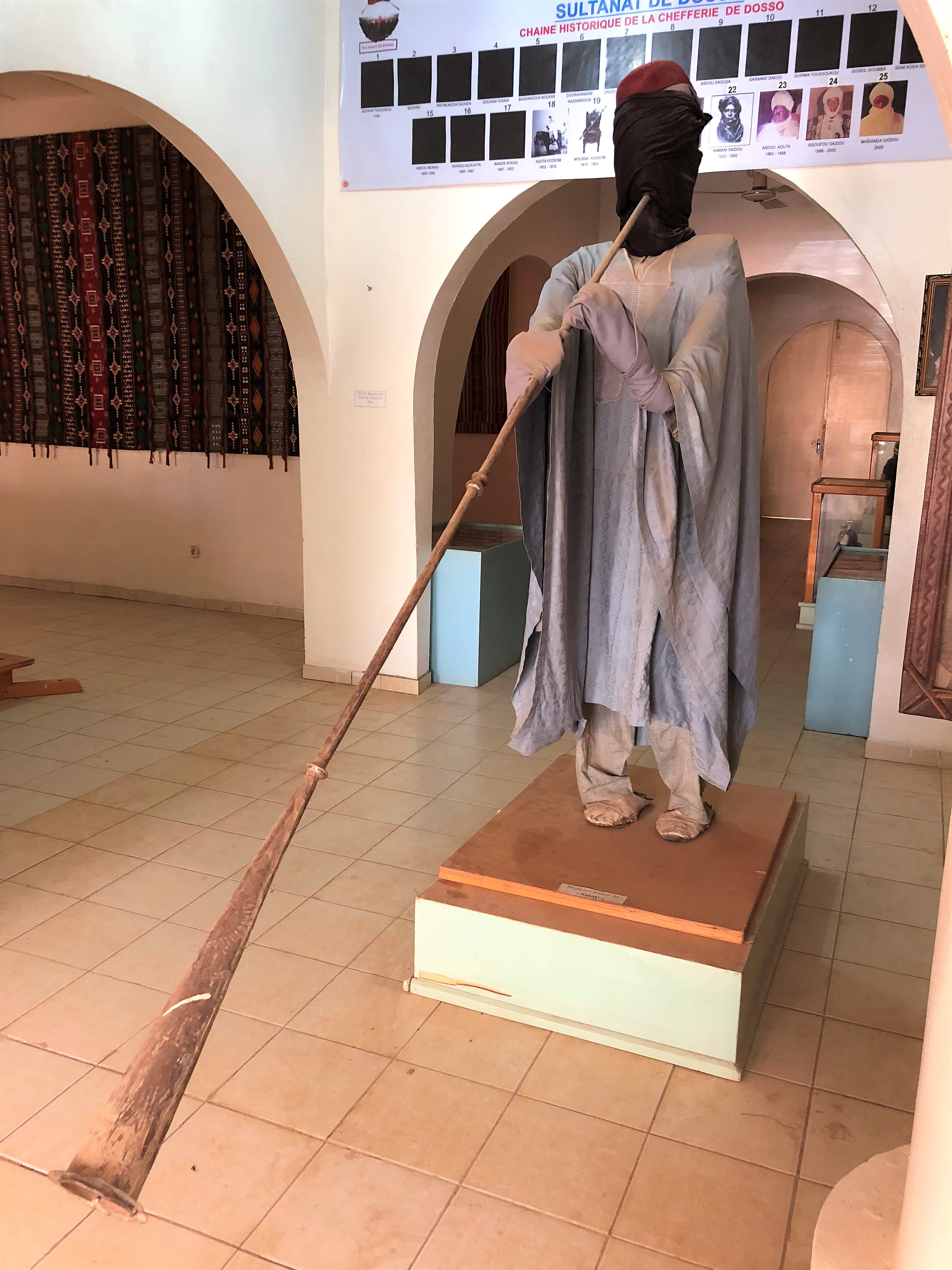
Jugador "Kakaki" en el museo regional: "Musée Régional Djermakoye" en Dosso, Níger (Departamento de Dosso, Región de Dosso).

La música de Níger se ha desarrollado a partir de las tradiciones musicales de diferentes grupos étnicos.

## Estilos musicales tradicionales
Las tradiciones hausa, beriberi, songhai, djerma, dendi, fula, wodaabe y tuareg, la mayor parte de las cuales existían con anterioridad y de modo independiente al período colonial francés, comenzaron a formar una mezcla de estilos a partir de los años 1960. Mientras que la música popular nigerina ha recibido escasa atención internacional (en comparación con la música de sus vecinos Malí o Nigeria), los estilos musicales tradicionales o nuevos han florecido desde finales de los años 1980.